# 佐藤旬子
佐藤 旬子（さとう じゅんこ、1960年2月23日 - ）は、四国放送のアナウンサー。

## 来歴
徳島県阿南市出身。武庫川女子大学卒業。1982年に四国放送に入社し、同局のアナウンサーになる。
入社した年から『あんたがたいしょう』のパーソナリティを務め、2008年9月に番組が終了するまで出演し続けた。月刊誌『ラジオパラダイス』のパーソナリティ人気投票では、最高で6位（1987年10月号、共演の遠藤彰良と同順位・同票数）になったことがある。また遠藤彰良とともに、ダイドードリンコの阿波弁対応おしゃべり自動販売機の声を担当したこともある。

## 担当番組

### テレビ番組
- 撮りたい放題 JRTビデオ広場

### ラジオ番組
- 希望メロディー[1]（1982年7月 - 2025年3月[3]）
- あんたがたいしょう[1]（1982年10月 - 2008年9月）
- えんやこらワイド[1]（1984年10月 - 1991年3月）
- 午後はこれからはりきりワイド[4]
- 演歌deリクエスト[5]
- となりのラジオ - 水曜・木曜・金曜担当（2003年9月 - ）
- 土曜ワイド徳島[6]
- あわ紳士録[6]
- 板東男節[7]